# Neukirchen (Weyarn)
Neukirchen (ⓘ) ist ein Gemeindeteil der Gemeinde Weyarn im oberbayerischen Landkreis Miesbach.

## Geographie
Das Pfarrdorf Neukirchen liegt zweieinhalb Kilometer südöstlich von Weyarn auf der Gemarkung Reichersdorf. Durch den Ort verläuft die Kreisstraße MB 17.

## Geschichte
Neukirchen war ein Gemeindeteil der Gemeinde Reichersdorf und 1961 deren Hauptort. Am 1. Juli 1972 wurde die Gemeinde Reichersdorf vollständig nach Irschenberg eingemeindet. Am 1. Mai 1978 wurde Neukirchen von Irschenberg in die Gemeinde Wattersdorf umgegliedert, die tags drauf in Weyarn umbenannt wurde.

## Baudenkmäler

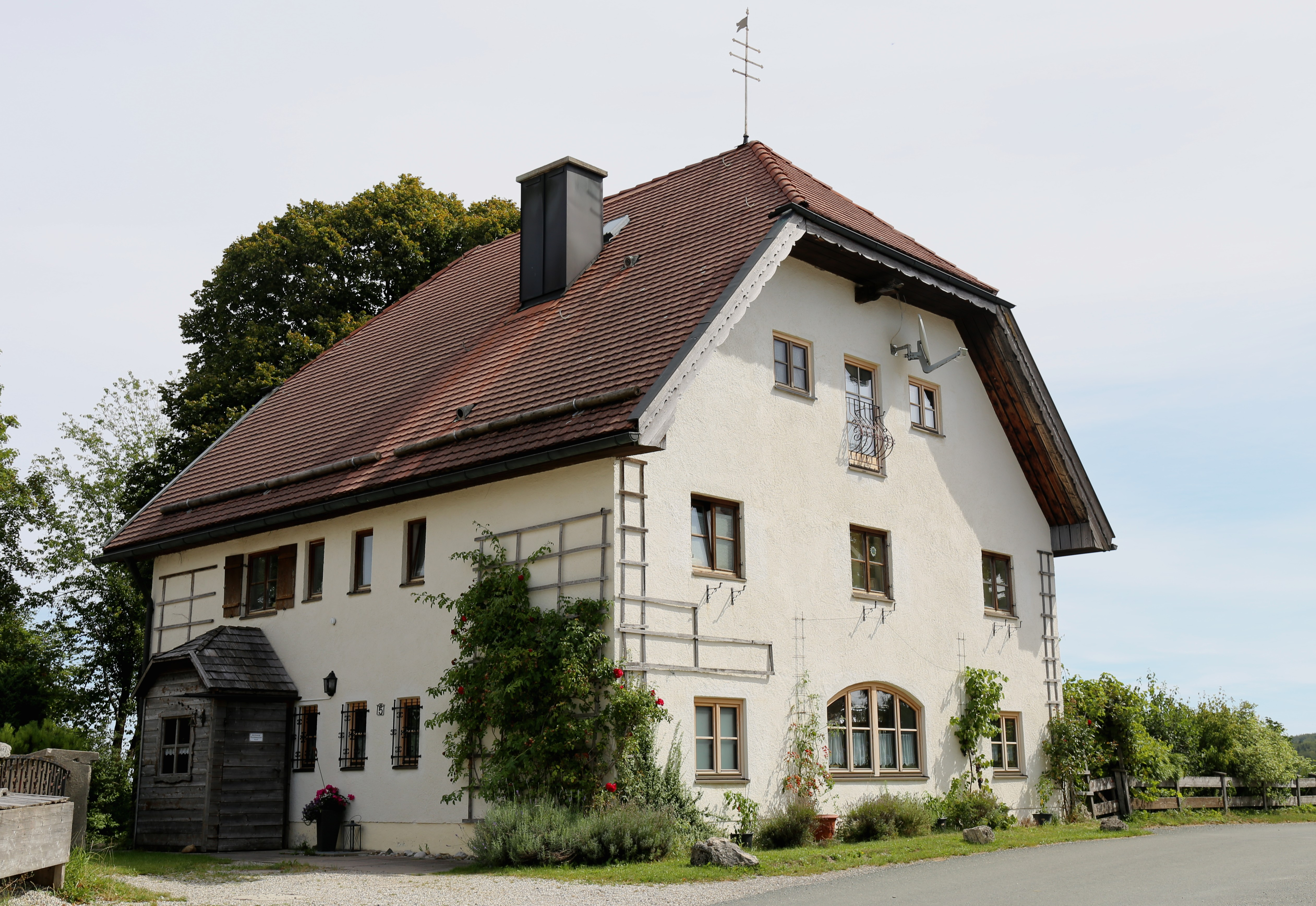
Ehemaliges Zuhaus aus dem Jahr 1822, Reichersdorfer Straße 5 (2020)

In der Liste der Baudenkmäler in Weyarn sind für Neukirchen fünf Baudenkmäler aufgeführt, darunter
- die katholische Pfarrkirche St. Dionys. Die Wandpfeilersaalkirche ist ein spätgotischer Bau von 1470, der 1773 barockisiert wurde. Der Turmoberbau wurde 1909/11 errichtet. Die Friedhofsummauerung gilt ebenfalls als Baudenkmal,
- das ehemalige Zuhaus aus dem Jahr 1822 (Reichersdorfer Straße 5), ein zweigeschossiger Putzbau mit Halbwalmdach, ehemals mit Dorfbrunnen, Feuerhaus, Backhaus und Getreidespeicher. Das Innere des Hauses wurde erneuert, im Obergeschoss befinden sich Wohnräume.